# یواس‌اس گوآم (ال‌پی‌اچ-۹)
یواس‌اس گوآم (ال‌پی‌اچ-۹) (به انگلیسی: USS Guam (LPH-9)) یک کشتی بود که طول آن ۵۹۸ فوت (۱۸۲ متر) بود. این کشتی در سال ۱۹۶۴ ساخته شد.